# Minstrel show
Minstrelshower, även minstrelsy, var en underhållningsform som liknade varieté och som uppstod i USA under första hälften av 1800-talet. Minstrelshower framfördes i allmänhet av vita män som sminkade sig i så kallat ”blackface” för att likna svarta människor. Efter amerikanska inbördeskriget bildades trupper med enbart färgade medlemmar och efterhand uppträdde också kvinnor, bland andra Ma Rainey och Bessie Smith.